# La intrusa (1986)
La intrusa é uma telenovela venezuelana, produzida e exibida pela RCTV entre 17 de maio de 1986 e 9 de fevereiro de 1987.
A trama é original de Inés Rodena está baseada na radionovela La usurpadora.
Foi protagonizada por Mariela Alcalá quem interpretava dois personagens: as irmãs Estrella e Virgina.

## Sinopse
Esta telenovela conta a história de Virginia, uma menina humilde que trabalha como garçonete em um hotel. A vida desta mulher sofre um rumo inesperado quando ela conhece sua irmã gêmea Estrella Rossi uma mulher fria e calculista, no entanto ambas as mulheres ignoram esse parentesco. Estrella propõe que Virginia a substitua em sua casa, perante seu marido e da família deste, mas Virginia não aceita. Então Estrella arma um um plano que é fazer com que o proprietário do hotel acredite que Virginia tinha roubado uma valiosa jóia. Para evitar ir para a cadeia Virginia aceita os planos Estrela e a partir desse momento se torna uma intrusa.

## Elenco
- Mariela Alcalá - Virginia Pérez / Estrella Mendoza De Rossi
- Víctor Cámara - Luis Antonio Rossi
- Franklin Virgüez - Manuel Landaeta
- Rosita Quintana - Renata Rossi
- Carmen Julia Álvarez - Ana Julia Rossi
- Maricarmen Regueiro - Rosa
- Arturo Calderón
- Carlos Cámara Jr. - Mario Rossi
- Flavio Caballero - Alfredo Leal
- Carlos Márquez - Alexis Pereira
- Tomás Henríquez - Guillermo Montesinos
- Gledys Ibarra - Belinda
- Jonathan Montenegro - Andrés
- María Bosco - María
- Nélida Brandón - Fidelia
- Dante Carlé - Tulipano Morante
- Marco Antonio Casanova
- Willie Colón - él mismo
- Miguel Alcántara - Médico
- María del Pilar - Juana de Landaeta
- Liz Soteldo - Patricia
- Juan Frankis - Roque
- Humberto García - Marcos Fierro
- Zuleima González - Norma
- Petite Kutlesa - Lisette
- Marcos Castro
- Roberto Lamarca - Lisandro
- Carolina López - Susy Villamolino
- Isabel Padilla
- Olga Rojas - Diana
- Vladimir Torres - Mauricio
- Edison Atencio - Pedro
- Antonio Machuca - Vidente

## Versões
- La intrusa é um remake da telenovela La usurpadora, produZida também pela RCTV em 1971 e protagonizada por Raúl Amundaray e Marina Baura no papel das gemêas.

- A produtora mexicana Televisa realizou em 1981 uma nova versão intitulada El hogar que yo robé , produzida por Valentín Pimstein e protagonizada por Angélica María e Juan Ferrara.

- Em 1998 foi lançada mais uma versão, intitulada La usurpadora, produzida por Salvador Mejía e protagonizada por Gabriela Spanic e Fernando Colunga.